# Internationale Cricket-Saison 2009
Die internationale Cricket-Saison 2009 fand zwischen Mai 2009 und August 2009 statt. Als Sommersaison wurden vorwiegend Heimspiele der Mannschaften aus Europa ausgetragen. Die ausgetragenen Tests der internationalen Touren bildeten die Grundlage für die ICC Test Championship. Die ODIs bildeten den Grundstock für die ICC ODI Championship und die Twenty20-Spiele für die ICC T20I Championship. Der Höhepunkt der Saison war der ICC World Twenty20 2010.

## Überblick

### Internationale Touren
| Beginn          | Heimteam    | Auswärtsteam | Resultate | Resultate | Resultate | Artikel |
| Beginn          | Heimteam    | Auswärtsteam | Test      | ODI       | Twenty20  | Artikel |
| --------------- | ----------- | ------------ | --------- | --------- | --------- | ------- |
| 22. April 2009  | Pakistan    | Australien   |           | 2–3 [5]   | 1–0 [1]   | Artikel |
| 6. Mai 2009     | England     | West Indies  | 2–0 [2]   | 2–0 [3]   |           | Artikel |
| 26. Juni 2009   | West Indies | Indien       |           | 1–2 [4]   |           | Artikel |
| 4. Juli 2009    | Sri Lanka   | Pakistan     | 2–0 [3]   | 3–2 [5]   | 0–1 [1]   | Artikel |
| 8. Juli 2009    | England     | Australien   | 2–1 [5]   | 1–6 [7]   | 0–0 [2]   | Artikel |
| 9. Juli 2009    | West Indies | Bangladesch  | 0–2 [2]   | 0–3 [3]   | 1–0 [1]   | Artikel |
| 9. August 2009  | Simbabwe    | Bangladesch  |           | 1–4 [5]   |           | Artikel |
| 18. August 2009 | Sri Lanka   | Neuseeland   | 2–0 [2]   |           | 0–2 [2]   | Artikel |
| 27. August 2009 | Irland      | England      |           | 0–1 [1]   |           | Artikel |
| 28. August 2009 | Schottland  | Australien   |           | 0–1 [1]   |           | Artikel |

### Internationale Turniere
| Beginn            | Turnier                                      | Land      |
| ----------------- | -------------------------------------------- | --------- |
| 1. April 2009     | ICC Cricket World Cup Qualifier 2009         | Südafrika |
| 17. Mai 2009      | ICC World Cricket League Division Seven 2009 | Guernsey  |
| 5. Juni 2009      | ICC World Twenty20 2009                      | England   |
| 29. August 2009   | ICC World Cricket League Division Six 2009   | Singapur  |
| 8. September 2009 | Tri-Series 2009                              | Sri Lanka |

### Fortlaufende Turniere
| Dauer     | Turnier                            |
| --------- | ---------------------------------- |
| 2009–2010 | ICC Intercontinental Cup 2009–2010 |

### Internationale Touren (Frauen)
| Beginn        | Heimteam   | Auswärtsteam | Resultate | Resultate | Resultate | Artikel |
| Beginn        | Heimteam   | Auswärtsteam | WTest     | WODI      | WTwenty20 | Artikel |
| ------------- | ---------- | ------------ | --------- | --------- | --------- | ------- |
| 25. Mai 2009  | Irland     | Pakistan     |           | 0–1 [1]   | 1–0 [1]   | Artikel |
| 1. Juni 2009  | Australien | Neuseeland   |           |           | 2–1 [5]   | Artikel |
| 25. Juni 2009 | England    | Australien   | 0–0 [1]   | 4–0 [5]   | 0–1 [1]   | Artikel |

### Internationale Turniere (Frauen)
| Beginn         | Turnier                                     | Land    |
| -------------- | ------------------------------------------- | ------- |
| 28. Mai 2009   | RSA T20 Cup 2009                            | Irland  |
| 11. Juni 2009  | ICC Women’s World Twenty20 2009             | England |
| 3. August 2009 | Women’s European Cricket Championship 2009  | Irland  |
| 6. August 2009 | Women’s European Championship Twenty20 2009 | Irland  |

## Nationale Meisterschaften
Aufgeführt sind die nationalen Meisterschaften der Full Member des ICC.
| Land     | First-Class               | List A                        | Twenty20                                  |
| -------- | ------------------------- | ----------------------------- | ----------------------------------------- |
| England  | County Championship 2009  | Friends Provident Trophy 2009 | Twenty20 Cup 2009                         |
|          | NatWest Pro40 League 2009 |                               |                                           |
| Indien   |                           |                               | Indian Premier League 2009                |
| Pakistan |                           |                               | Royal Bank of Scotland Twenty-20 Cup 2009 |
| Simbabwe |                           |                               | Metropolitan Bank Twenty20 2009           |